# Laitakari (ö i Finland, Lappland, Kemi-Torneå, lat 65,71, long 24,58)
Laitakari är en ö i Finland.   Den ligger i kommunen Kemi i den ekonomiska regionen  Kemi-Torneå  och landskapet Lappland, i den norra delen av landet, 600 km norr om huvudstaden Helsingfors.